# 红旗勋章 (中华苏维埃共和国)
红旗勋章是中华苏维埃共和国的最高荣誉奖章，亦是中国共产党与中国人民解放军历史上首枚勋章，设立于1931年11月召开的中华苏维埃共和国第一次全国代表大会上。

## 设立
1931年11月7日至20日，中华苏维埃第一次全国代表大会在瑞金召开，大会决定设立最高荣誉奖章——红旗勋章，以“嘉奖为苏维埃政权英勇奋斗，做出突出贡献的红军指战员”。

## 元素
红旗勋章基本形状为五角星，中间为一面红旗，红旗上有中国共产党党徽和“全世界无产阶级联合起来”几个大字，红旗四周是由齿轮与麦穗组成的圆，圆中间有一支枪，寓意中华苏维埃共和国是中国共产党领导下的工农民主专政的国家，是工人、农民、红军兵士及一切劳苦人民大众的政权。